# Оболенский, Андрей Васильевич
Князь Андрей Васильевич Оболенский (4 (16) февраля 1825, Москва — 1875) — чиновник Министерства юстиции из рода Оболенских, действительный статский советник.

## Биография
Родился 4 (16) февраля 1825 в Москве в семье генерал-майора князя Василия Петровича Оболенского и его жены Екатерины Алексеевны (1786—1870), дочери знаменитого библиофила графа А. И. Мусина-Пушкина. Годы детства князь А. Оболенский провел в родном городе и в родовой усадьбе Ольхи Юхновского уезда Смоленской губернии, где получил и первоначальное образование. Далее учился в Императорском училище правоведения. Рано сознав всю ненормальность крепостной зависимости, он тотчас по окончании училища отправился путешествовать пешком по России, чтоб научить на деле действительное положение народа: он побывал в Ростове, Орле, Туле, прошел Смоленскую губернию и через Калугу, с котомкой за плечами, дошел до Москвы. С чином коллежского секретаря был определён 15 июня 1846 года во 2-е отделение 6-го департамента Правительствующего Сената.
В сенате он исполнял должность младшего помощника секретаря, затем был причислен к департаменту Министерства юстиции Российской империи, а 30 июня 1847 года назначен в Рязань исполняющим должность губернского уголовных дел стряпчего. В Рязани он пробыл недолго и, вскоре по назначений на должность товарища председателя рязанской палаты гражданского суда, был перемещен на ту же должность в Ярославскую уголовную палату. В начале 1850-х годов он участвовал в заседаниях комиссии о беглых, бродягах и пристанодержателях. В этой комиссии — по словам И. С. Аксакова — собралось все, что было молодого, честного, умного, образованного и даровитого в Ярославле. Помимо исправления своей непосредственной должности — товарища председателя уголовной палаты, князь был сначала секретарем, а потом директором Тюремного комитета. За отличную службу князь Оболенский был награждён чином титулярного советника, а затем — коллежского асессора.

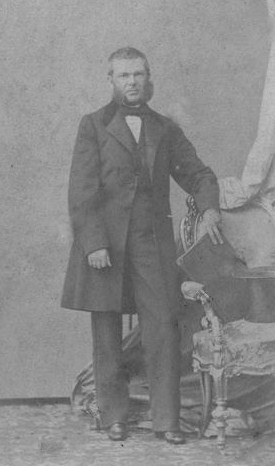
Князь А. В. Оболенский

В начале декабря 1853 года князь Оболенский был назначен исправляющим должность товарища председателя Калужской гражданской палаты. Деятельность его в Калуге была весьма разнообразна. Так, он часто замещал председателя гражданской палаты, был директором губернского тюремного комитета, состоял, по получении чина надворного советника (в 1855 году), исправляющим должность калужского губернского прокурора и, наконец, 1 марта 1858 года был назначен председателем Калужской палаты гражданского суда. Особенно благотворна была его деятельность в конце пятидесятых годов XIX века, когда князю выпало на долю принять участие в делах калужского комитета для улучшения быта помещичьих крестьян. Присутствуя в этом комитете, князь проявил немало энергии против стремлений многих помещиков сохранить власть над крестьянами. Имя его, как члена калужского комитета, встречается также и под выкупным проектом этой губернии. За свою полезную деятельность по комитету Оболенский был в 1859 году награждён орденом Святой Анны 2-й степени и произведен в коллежские советники.
С 4 февраля по 19 мая 1860 года князь Оболенский находился в Санкт-Петербурге в качестве депутата в редакционные комиссии, и в этой роли выказал себя сторонником возможно большей свободы для крестьян. Так, в своем отзыве по докладам административного отделения редакционных комиссий, князь А. В. Оболенский, восставая против отдачи крестьянам земель на правах пользования, хотя бы и бессрочного, ратовал за отдачу им земель в собственность. Он полагал, что сохранение помещиками имущественных прав в отношении пользующихся их землями крестьян, нисколько не устраняя излишнего вмешательства помещиков в дела крестьян, придает этому вмешательству характер сословный, враждебный. Наоборот, — отдача крестьянам земли в собственность должна была, по его мнению, иметь своим последствием то, что как помещики, так и крестьяне вошли бы в состав одних и тех же волостных обществ землевладельцев, в которых каждый из них получил бы значение соответственно своему состоянию, своему образованию и своим нравственным качествам. Далее, князь говорил, что дворянство из чувства самосохранения, а ещё более по чувству гражданского долга, обязано добровольно отказаться от сословных своих преимуществ и привилегий, во имя разумных оснований гражданственности, в пользу начала равенства всех перед законом. 
Назначен 14.01.1861 членом временной комиссии по введению в действие крестьянской освободительной реформы императора Александра II, а по переименовании комиссии в Губернское по крестьянским делам присутствие состоял его членом. За полезные труды по устройству крестьянского быта князь Оболенский получил серебряную медаль «За труды по устройству удельных крестьян» на Александровской ленте и был произведен в статские советники.

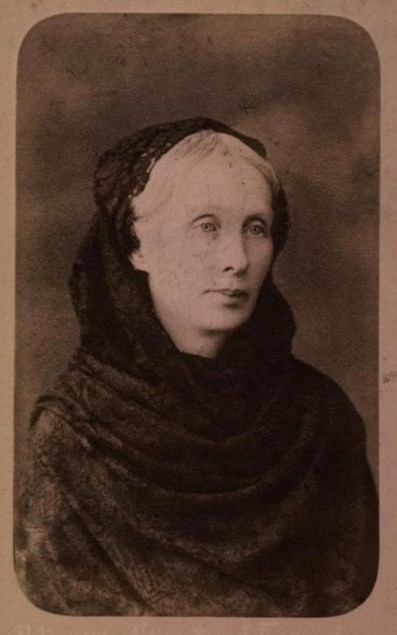
Супруга А. В. Оболенского
Александра Дьякова

В 1862 году он оставил службу по выборам и был причислен к департаменту министерства юстиции. Назначенный 1 ноября 1863 года председателем Гродненской казенной палаты, князь Оболенский попал в северо-западный край в самый разгар смуты. Тем не менее, и здесь, в такую трудную эпоху, он умел согласить строгое исполнение долга русского должностного лица с гуманностью и незлобивым отношением к порой враждебной среде, его окружавшей. Он был чрезвычайно доступным для всех, скоро снискал к себе искреннее уважение и оставил в жителях Гродно хорошее воспоминание о своей деятельности. За выдающиеся полезные труды в должности председателя Гродненской казенной палаты князь Оболенский между прочими знаками Монаршей милости получил орден Святого Владимира 3-й степени, затем был произведен в действительные статские советники и награждён орденом Святого Станислава 1 степени.
В 1873 году, почти лишившись зрения от ряда неудачных глазных операций, князь перешел на службу в Петербург, где занял должность чиновника V-го класса для особых поручений при министре финансов. С ранней молодости он был другом Ивана Сергеевича Аксакова и вполне разделял его панславистские убеждения. Поэтому славянское движение 1870-х его всецело захватило и он, уже слепой, до последней минуты жизни не переставал горячо интересоваться балканскими делами, вылившимися в турецкую войну.
В ночь с 10 на 11 декабря 1875 года князь Андрей Васильевич Оболенский скончался на 52 году жизни от осложнившейся грудной жабы и был похоронен в селе Ольхи, Юхновского уезда, Смоленской губернии, с которым были связаны воспоминания его детства и юности.
Князь Оболенский был женат на Александре Алексеевне Дьяковой (1831—1890), основательнице столичной женской гимназии; в браке у них (19 ноября 1869 года) родился сын Владимир, который стал депутатом Государственной думы Российской империи I созыва от Таврической губернии.
Из мемуаров и отзывов о князе А. Оболенском можно извлечь целый ряд примеров его доброты, гуманности, чуткости и уменья распознавать и ценить людей. Так, напр., И. С. Аксаков в своей переписке говорить о князе с восторгом: называет его единственной своей отрадой, человеком, производящим впечатление, равное с впечатлением природы, и к нему относит свое стихотворное замечание, что он хорош «души любовным разуменьем и сердца мудрой простотой».

## Источник текста
- Петров А. А. Оболенский, Андрей Васильевич // Русский биографический словарь : в 25 томах. — СПб.—М., 1896—1918.